# بني صبر (بدبدة)

تعديل مصدري - تعديل

بني صبر هي إحدى قرى عزلة بني شاكر بمديرية بدبدة التابعة لمحافظة مأرب، بلغ تعداد سكانها 394 نسمة حسب تعداد اليمن لعام 2004.